# Frankfurt Gamblers
I Frankfurt Gamblers sono stati una squadra di football americano di Francoforte sul Meno, in Germania, fondata nel 1985 da ex giocatori e dirigenti dei Frankfurter Löwen. Hanno giocato la stagione 1994 della FLE.
Avevano anche una sezione femminile, che ha giocato il Ladies Bowl nel 1993.
La squadra maschile ha chiuso nel 1994, mentre la femminile ha giocato fino al 1998 (gli ultimi due anni con un team congiunto rispettivamente alle Mülheim Shamrocks e alle Hanau Witches).

## Dettaglio stagioni

### Tornei nazionali

#### Campionato

##### Damenbundesliga
| Stagione | regular season | regular season | regular season | regular season | regular season | regular season | playoff | playoff | playoff | playoff | playoff | playoff     | playoff            |
|          | Vin            | Par            | Per            | Tot            | PF             | PS             | Vin     | Per     | Tot     | PF      | PS      | risultato   | avversaria         |
| -------- | -------------- | -------------- | -------------- | -------------- | -------------- | -------------- | ------- | ------- | ------- | ------- | ------- | ----------- | ------------------ |
| 1991     | ?              | ?              | ?              | ?              | ?              | ?              | ?       | ?       | ?       | ?       | ?       | ?           | ?                  |
| 1992     | ?              | ?              | ?              | ?              | ?              | ?              | ?       | ?       | ?       | ?       | ?       | ?           | ?                  |
| 1993     | ?              | ?              | ?              | ?              | ?              | ?              | ?       | ?       | ?       | ?       | ?       | Ladies Bowl | Berlin Adler Girls |
| 1994     | ?              | ?              | ?              | ?              | ?              | ?              | ?       | ?       | ?       | ?       | ?       | ?           | ?                  |
| 1996     | ?              | ?              | ?              | ?              | ?              | ?              | ?       | ?       | ?       | ?       | ?       | ?           | ?                  |
| Totale   | ?              | ?              | ?              | ?              | ?              | ?              | ?       | ?       | ?       | ?       | ?       |             |                    |

Fonti: Enciclopedia del Football - A cura di Roberto Mezzetti

##### 2. Bundesliga
| Stagione | regular season | regular season | regular season | regular season | regular season | regular season | playoff | playoff | playoff | playoff | playoff | playoff      | playoff      |
|          | Vin            | Par            | Per            | Tot            | PF             | PS             | Vin     | Per     | Tot     | PF      | PS      | risultato    | avversaria   |
| -------- | -------------- | -------------- | -------------- | -------------- | -------------- | -------------- | ------- | ------- | ------- | ------- | ------- | ------------ | ------------ |
| 1992     | 10             | 0              | 2              | 12             | 401            | 173            | -       | -       | -       | -       | -       | -            | -            |
| 1993     | 13             | 0              | 1              | 14             | 393            | 125            | 1       | 1       | 2       | 31      | 28      | Non promossi | Erding Bulls |
| Totale   | 23             | 0              | 3              | 26             | 794            | 298            | 1       | 1       | 2       | 31      | 28      |              |              |

Fonti: Enciclopedia del Football - A cura di Roberto Mezzetti

##### Regionalliga/Verbandsliga
| Stagione | regular season | regular season | regular season | regular season | regular season | regular season | playoff | playoff | playoff | playoff | playoff | playoff      | playoff            |
|          | Vin            | Par            | Per            | Tot            | PF             | PS             | Vin     | Per     | Tot     | PF      | PS      | risultato    | avversaria         |
| -------- | -------------- | -------------- | -------------- | -------------- | -------------- | -------------- | ------- | ------- | ------- | ------- | ------- | ------------ | ------------------ |
| 1986     | 4              | 0              | 4              | 8              | 60+?           | 18+?           | -       | -       | -       | -       | -       | -            | -                  |
| 1987     | 6              | 0              | 2              | 8              | 171            | 48             | -       | -       | -       | -       | -       | -            | -                  |
| 1988     | 5              | 1              | 1              | 7              | 171            | 103            | 0       | 1       | 1       | 21      | 32      | Wild Card    | Koblenz Huskies    |
| 1989     | 2              | 0              | 4              | 6              | 73             | 90             | 1       | 1       | 2       | 30      | 16      | Non promossi | Eschwege Legionäre |
| 1990     | 12             | 0              | 0              | 12             | 485            | 16             | -       | -       | -       | -       | -       | -            | -                  |
| 1991     | 9              | 0              | 1              | 10             | 310            | 109            | -       | -       | -       | -       | -       | -            | -                  |
| Totale   | 38             | 1              | 12             | 51             | 1270+?         | 384+?          | 1       | 2       | 3       | 51      | 48      |              |                    |

Fonti: Enciclopedia del Football - A cura di Roberto Mezzetti

### Tornei internazionali

#### Football League of Europe
| Stagione | regular season | regular season | regular season | regular season | regular season | regular season | playoff | playoff | playoff | playoff | playoff | playoff   | playoff    |
|          | Vin            | Par            | Per            | Tot            | PF             | PS             | Vin     | Per     | Tot     | PF      | PS      | risultato | avversaria |
| -------- | -------------- | -------------- | -------------- | -------------- | -------------- | -------------- | ------- | ------- | ------- | ------- | ------- | --------- | ---------- |
| 1994     | 2              | 0              | 7              | 9              | 196            | 284            | -       | -       | -       | -       | -       | -         | -          |
| Totale   | 2              | 0              | 7              | 9              | 196            | 284            | -       | -       | -       | -       | -       |           |            |

Fonti: Enciclopedia del Football - A cura di Roberto Mezzetti